# Tillandsia catimbauensis
Tillandsia catimbauensis é uma espécie do gênero Tillandsia. Esta espécie é endêmica do Brasil.